# Austin Victoria
O Austin Apache é um automóvel produzido pela British Leyland entre novembro de 1971 e 1978. O Apache foi o último BMC ADO16 a ser produzido. A fabricante espanhola Authi também produziu uma versão do carro, chamada Austin Victoria, em sua fábrica de Pamplona entre 1972 e 1975.